# Municipio de Munkedal
Munkedal (en sueco: Munkedals kommun) es un municipio en la provincia de Västra Götaland, al suroeste de Suecia. Su sede se encuentra en la localidad de Munkedal. El municipio se creó en 1974 cuando los antiguos municipios de Munkedal, Svarteborg y Sörbygden se fusionaron.

## Localidades
Hay 5 áreas urbanas (tätort) en el municipio:
| # | Tätort        | Población |
| - | ------------- | --------- |
| 1 | Munkedal      | 4 102     |
| 2 | Dingle        | 892       |
| 3 | Hällevadsholm | 810       |
| 4 | Hedekas       | 429       |
| 5 | Torreby       | 247       |

## Ciudades hermanas
Munkedal está hermanado o tiene tratado de cooperación con:
- Neuenkirchen, Alemania